# ميندكي

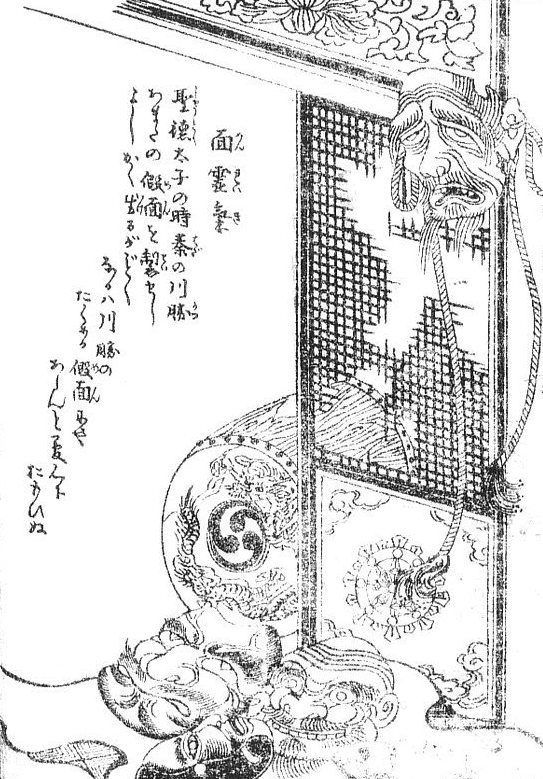
ميندكي كما هو موضح في كتاب غازو هياكي تسورزور بوكورو.

ميندَكِي (باليابانية: 面霊気) هو نوع من اليوكاي، أي كائن خرافي قوي، في الفولكلور الياباني، يتشكل من أقنعة جيجاكو. وهي مدرجة ضمن خلاصة عام 1781 للكيانات اليابانية الخارقة للطبيعة، بعنوان غازو هياكي تسورزور بوكورو. ويذكر في الفولكلور أنه خلال فترة الأمير شوتوكو، ابتكر الأمير أقنعة جيجاكو مختلفة استخدمها هاتا نو كاواكاتسو، وأن ميندكي يعتمد على تلك الأقنعة في وجوده.